# اریک شارپنتیر
اریک شارپنتیر (انگلیسی: Erik Charpentier؛ ۱۷ اوت ۱۸۹۷ – ۱۷ فوریه ۱۹۷۸) ژیمناست هنری اهل سوئد بود.
وی در مسابقات کشوری و بین‌المللی در مجموع برندهٔ ۱ مدال طلا شده‌است.